# Paranandra interrupta
Paranandra interrupta es una especie de escarabajo del género Paranandra, familia Cerambycidae. Fue descrita por Breuning en 1948.